# ストーンマン事件
ストーンマン事件（ストーンマンじけん、英語：Stoneman）とは、1985年8月7日夜にインドのムンバイ（当時はボンベイ）で始まった連続殺人事件である。

## 概要
1985年にその事件は起きた。インドのムンバイで突如、複数の人間が次々と死亡するという不可解な事件が起きたのである。いずれも男性かつ身分はホームレスやバタ屋という明らかに特定の階級に属する層を狙った犯行であった。また重さが30㎏ある石で頭部を粉々に砕いていたため警察は犯人の男を「ストーンマン」と呼称した。
殺害された男性達は身元が不明な者ばかりであり犯行も人通りの少ない深夜だったため目撃者は全く居ないという非常に捜査がしづらいという状況であった。この事件を受けた現地の人たちは恐怖におびえ外出自粛せざるを得なくなっていた。
2年後の1987年では12人目の殺人を機にストップし、そこから2年後の1989年6月、カルカッタで殺人事件が起きるが、4年前に起きた連続殺人犯の手口と一致することが判明し、犯人はストーンマンだと特定する。証拠が掴めたため警察も犯人逮捕に対して意欲的になっていたが、9か月後の1990年3月にストーンマンは13人目の男を殺害した後に消息を絶ち、そこから何の音沙汰もなかったものの捜査は懸命に続けられた。しかし、いずれも犯人逮捕までに至る手がかりや証拠は掴めなかった。

## 類似事件
19年後の2009年1月、アッサム州グワーハーティーでホームレスの男7人が撲殺される事件が次々と起きていた。犯行の手口もストーンマンと全く同一で30㎏の重さの石で頭部を粉々に砕いていた。警察はすぐさま犯人を逮捕し取り調べの結果、薬物依存症だと判明する。しかし逮捕された男は22歳の若者であり1985年に起きた事件の頃には生まれてないため年齢にズレが生じ、過去に大勢の人間を撲殺したストーンマンとは別人である事が判明し事件解決までには至らなかった。なおこの男が模倣犯だったか、ストーンマンの身内だったかについては現在も明らかになっていない。

### 事件
- 古谷惣吉連続殺人事件 - 1965年に近畿地方・九州で発生した連続殺人事件（警察庁広域重要指定105号事件）。本事件と同じく、被害者の多くは屑屋（バタ屋）だったが、こちらは強盗殺人事件である。
- 横浜浮浪者襲撃殺人事件 - 1983年に神奈川県横浜市で発生
- 東村山市ホームレス暴行死事件 - 2002年に東京都東村山市で発生
- 岐阜市ホームレス襲撃殺人事件 - 2020年に岐阜県岐阜市で発生
- 渋谷ホームレス殺人事件 - 2020年に東京都渋谷区で発生